# Tourgueniev (Troyat)
 (mars 2025).
Motif : Absence de sources
- Archive Wikiwix
- Bing
- Cairn
- DuckDuckGo
- E. Universalis
- Gallica
- Google
- G. Books
- G. News
- G. Scholar
- Persée
- Qwant
- (zh) Baidu
- (ru) Yandex
- (wd) trouver des œuvres sur Wikidata

| 1. | Préciser le motif de la pose du bandeau. | Précisez le motif de la pose du bandeau en utilisant la syntaxe suivante : {{admissibilité à vérifier\|date=mars 2025\|motif=remplacez ce texte par le motif}}                            |
| 2. | Informer les utilisateurs concernés.     | Pensez à avertir le créateur de l'article, par exemple, en insérant le code ci-dessous sur sa page de discussion : {{subst:avertissement admissibilité à vérifier\|Tourgueniev (Troyat)}} |

 (janvier 2020).
Améliorez-le ou discutez des points à vérifier. 
Pour les articles homonymes, voir Tourgueniev (homonymie).
Tourgueniev est une biographie d'Ivan Tourgueniev écrite par l'historien et écrivain français d'origine russe Henri Troyat.

## Présentation
Homme ambivalent, Tourgueniev a un physique avantageux, beau ténébreux grand aux traits énergiques, mais au caractère apparemment ondoyant et parfois superficiel, mais très sensible comme le laissent penser beaucoup de ses nouvelles et de ses romans.
L'intérêt de cet ouvrage réside d'abord dans le fait qu'on a peu de biographies d'Ivan Tourgueniev écrites en français — à part celle d'André Maurois dont la première édition date de 1931 — et que Henri Troyat s'appuie uniquement sur des documents de première main — certains inédits — sur sa correspondance avec ses amis russes comme Annenkov ou français comme Gustave Flaubert et surtout sur les lettres échangées avec Pauline Viardot.

## Tourgueniev et Pauline Viardot
Tourgueniev effectue son premier voyage à Paris en 1845 à l'âge de 27 ans. Pour lui, Paris est synonyme d'amour puisqu'il va y retrouver son grand amour, 'l'incomparable', la cantatrice Pauline Viardot qui aime entre deux tournées, se reposer à l'écart de la capitale dans son domaine de Courtavenel près de Rozay en Seine-et-Marne.
Il est aux anges quand il entend sa voix mélodieuse s'élever dans les vastes pièces du château et devient un ami intime de son mari. Il est enchanté par la douceur des paysages de ce coin de l'Île-de-France. Il reviendra souvent à Courtavenel, désespéré de leurs séparations, adressant à Pauline quantité de lettres toujours écrites en français, elle accaparée par ses nombreux concerts, lui rappelé en Russie par ses activités... et par sa mère. 
Cette mère terrible, autocrate, possessive qui l'étouffe mais détient les cordons de la bourse... qu'elle lui coupera d'ailleurs à plusieurs reprises. Il sent bien à Courtavenel, même si sa présence assidue et insolite détonne quelque peu, amoureux transi de Pauline et ami intime du mari auquel il écrit « il n'y a pas d'endroit sur la terre que j'aime à l'égal de Courtavenel... vous avez en moi mon cher Viardot, un ami dévoué à toute épreuve ».
Il y fait de courts séjours, toujours sous le charme de Pauline qu'on décrit cependant comme ayant le dos épais, les yeux saillants et une large bouche. Mais elle rayonnait de telle façon qu'il était sous son emprise. En 1856, il y passe plusieurs semaines dans un enchantement total. On va à la chasse, on fait de la musique, on lit des textes et on joue des comédies avec les invités. "De quelle manière charmante nous passions à Courtavenel. Chaque jour paraissait être un cadeau" écrit-il à son ami Botkine. Ivan Tourgueniev doit aussi s'occuper de sa fille Pélagie, qu'on appelle Paulinette, qui vivait alors chez les Viardot et avec qui elle ne s'entend plus guère. Ils s'installent tous deux à Paris, d'abord au 206 rue de Rivoli puis 11 rue de l'Arcade.
Mais son moral est entamé par une affection persistante et douloureuse à la vessie. De plus, il s'est brouillé avec Tolstoï - ce ne sera pas la dernière fois entre deux écrivains aux caractères si différents - et cet hiver parisien particulièrement rigoureux n'arrange rien. "Ma vessie m'empêche d'écrire, troublant ma quiétude et ma tranquillité d'esprit" écrit-il à Botkine en décembre 1856. En mai de l'année suivante, malgré Pauline et malgré sa fille, il décide de partir à Londres chez son ami Herzen. Il revient à Paris pour un court séjour en juillet-août 1857 mais Pauline est lointaine et fréquemment absente. De plus, il se sent à l'étroit entre Pauline, son mari et ses enfants.
Quand, à l'été 1859, il revient à Courtavenel, il n'est pas pour Pauline "qu'un vieil ami inoffensif". On le retrouve ensuite à Rome avec son ami Botkine puis en France à Paris, à Vichy et bien sûr à Courtavenel. "Ma santé est bonne, écrit-il à la comtesse Lambert, mais mon âme est triste". Tourgueniev se sentait en porte-à-faux dans son personnage double, "ni tout à fait révolutionnaire, ni tout à fait conservateur, ni tout à fait russe, ni tout à fait étranger, ni tout à fait amant, ni tout à fait ami" commente Henri Troyat (page 142).
De son domaine de SpassKoïé près d'Orel, il passe par Londres avant de revenir à Paris et à Courtavenel. C'est là qu'il apprend que le 19 février 1861, le tsar Alexandre II a supprimé le servage. Après quelques mois passés à Spasskoïe pour régler la question du servage sur ses terres, il est de retour à Paris où il aide son ami Bakounine. Mais une surprise de taille l'attend : les Viardot vendent Courtavenel.

## De 'Polinette' à la guerre
En 1864, il revient à Paris pour s'occuper de sa fille 'Paulinette', lui chercher un mari qui sera finalement Gaston Bruère, le mariage étant célébré à Paris le 25 février 1865. Nouveau voyage à Paris en mai 1867 quelques jours après l'attentat dans la capitale française contre le tsar Alexandre II pour voir sa fille jeune mariée et visiter l'Exposition universelle.
Avec Maxime du Camp il assiste horrifié, à l'exécution d'un homme condamné pour avoir tué toute une famille, expérience qui lui fit une forte impression et qu'il raconta dans son récit "L'Exécution de Troppmann". En 1870, la guerre franco-prussienne lui rend Paris inaccessible. De Baden-Baden où il réside, il rejoint Pauline Viardot en exil à Londres qui se débat dans de gros ennuis financiers. C'est là que Dostoïevski l'a caricaturé dans le personnage de l'écrivain Karmizinov dans "Les Possédés". « Qu'il s'amuse donc » répondit-il dédaigneusement à son ami Polonski.

## Retour à Paris
La guerre terminée, Tourgueniev reprend le chemin de Paris avec les Viardot, dans leur hôtel particulier du 48 rue de Douai. Pour mieux entendre chanter Pauline, il fit mettre un tuyau acoustique entre ses appartements du premier étage et le salon de musique. Il avait formé un groupe d'amis avec Émile Zola, Alphonse Daudet, Edmond de Goncourt et quelques autres, dont Guy de Maupassant et George Sand, qui se rencontraient souvent chez Flaubert soit à Croisset, soit dans son appartement de la rue Murillo dont les fenêtres ouvraient sur le Parc Monceau. Il le décrivent comme un homme « à la soyeuse barbe blanche, à l'épaisse chevelure d'argent, au nez fort et au regard tendre, dégageant une impression de mystère et de mélancolie. »
Son dernier roman "Terres vierges" est, comme les précédents, très critiqué dans son pays, non sur des critères littéraires, mais pour des questions politiques, ce qui l'attriste beaucoup et l'éloigne un peu plus de sa patrie. Il trouve une consolation avec sa fille Pauline Bruère qui lui donne successivement deux petits-enfants Jeanne puis Georges-Albert. Quand il apprit la prolongation du mandat de Mac-Mahon pour sept ans, il confia à son ami Flaubert : « Eh bien, mon cher ami, depuis hier soir vous avez la dictature militaire. »  Chez les Viardot, la vie avait repris comme à l'accoutumée en musique et jeux de société.

## L'installation à Bougival
« Les Viardot et moi avons acheté ici à Bougival une merveilleuse villa à trois-quarts d'heure en voiture de Paris » écrit-il à Kolbassine en juillet 1875. Lui se fait construire un pavillon sur une hauteur du parc. En fait, ils se partagent entre la résidence de la rue de Douai à Paris et Bougival. Tourgueniev est très préoccupé par la situation en Russie, l'effervescence des milieux étudiants mais il reçoit une lettre stupéfiante : après 17 ans de brouille et même de haine, Léon Tolstoï lui offre de nouveau son amitié. Mais décidément, leurs caractères sont trop opposés et leurs relations resteront tendues.

### Biographies d'auteurs russes
- 1940 : Dostoievski
- 1946 : Pouchkine
- 1952 : L'étrange destin de Lermontov
- 1965 : Tolstoi
- 1971 : Gogol
- 1984 : Tchekhov
- 1986 : Gorki
- 2006 : Pasternak